# Ciclismo nos Jogos Olímpicos de Verão de 1928
O ciclismo nos Jogos Olímpicos de Verão de 1928 foi realizado em Amsterdã, com dois eventos de estrada e quatro eventos de pista disputados. Apenas homens participaram das competições entre 7 e 11 de agosto de 1928.

## 1 km contra o relógio
| Pos. | País                | Atletas                     |
| ---- | ------------------- | --------------------------- |
|      | Dinamarca (DEN)     | Willy Falck Hansen          |
|      | Países Baixos (NED) | Gerard Bosch van Drakestein |
|      | Austrália (AUS)     | Dunc Gray                   |

Resultado final:
| Pos. | Ciclista                | País          | Tempo¹ |
| ---- | ----------------------- | ------------- | ------ |
| 1    | W. Falck Hansen         | Dinamarca     | 1:14.2 |
| 2    | G. Bosch van Drakestein | Países Baixos | 1:15.1 |
| 3    | E. L. Gray              | Austrália     | 1:15.3 |
| 4    | O. Dayen                | França        | 1:16.0 |
| 5    | K. Einsiedel            | Alemanha      | 1:17.1 |
| 6    | E. J. Kerridge          | Reino Unido   | 1:18.0 |
| 7    | J. Lance                | Polónia       | 1:18.0 |
| 8    | J. Aerts                | Bélgica       | 1:18.3 |
| 9    | L. R. Elder             | Canadá        | 1:19.0 |
| 10   | B. J. Donnelly          | Irlanda       | 1:19.0 |
| 11   | E. Fäs                  | Suíça         | 1:19.2 |
| 12   | E. Maillard             | Chile         | 1:20.1 |
| 13   | F. Dusika               | Áustria       | 1:22.0 |
| 14   | A. Calib                | Turquia       | 1:22.3 |

¹Últimos 250 metros.

## Velocidade
| Pos. | País                | Atletas            |
| ---- | ------------------- | ------------------ |
|      | França (FRA)        | Roger Beaufrand    |
|      | Países Baixos (NED) | Antoine Mazairac   |
|      | Dinamarca (DEN)     | Willy Falck Hansen |

### Primeira fase
- Série 1:
  1. W. Falck Hansen, Dinamarca
  2. A. Malvassi, Argentina
- Série 2:
  1. R. Beaufrand, França
  2. B. J. Donnelly, Irlanda
  3. A. Schaffer, Áustria
- Série 3:
  1. Y. van Massenhove, Bélgica
  2. J. Koszutski, Polônia
  3. W. Knabenhans, Suíça
- Série 4:
  1. H. Bernhardt, Alemanha
  2. J. Davies, Canadá
- Série 5:
  1. A. Mazairac, Países Baixos
  2. S. T. Cozens, Reino Unido
  3. F. R. Juillet Culán, Chile
- Série 6:
  1. J. E. Standen, Austrália
  2. E. Servegnini, Itália
  3. R. Plume, Letônia
  4. J. M. Yermo Solaegui, Espanha

### Repescagem
- Série 1:
  1. W. Knabenhans, Suíça
  2. F. R. Juillet Culán, Chile
- Série 2:
  1. A. Malvassi, Argentina
  2. E. Servegnini, Itália
  3. J. Davies, Canadá
- Série 3:
  1. J. Koszutski, Polônia
  2. B. J. Donnelly, Irlanda
  3. R. Plume, Letônia
- Série 4:
  1. S. T. Cozens, Reino Unido
  2. J. M. Yermo Solaegui, Espanha
  3. A. Djavid, Turquia
- Final:
  1. J. Koszutski, Polônia
  2. A. Malvassi, Argentina
  3. S. T. Cozens, Reino Unido
  4. W. Knabenhans, Suíça

### Segunda fase
- Série 1:
  1. H. Bernhardt, Alemanha 13.2 segundos
  2. Y. van Massenhove, Bélgica
- Série 2:
  1. A. Mazairac, Países Baixos 13.2 segundos
  2. J. E. Standen, Austrália
- Série 3:
  1. R. Beaufrand, França 13.4 segundos
  2. A. Malvassi, Argentina
- Série 4:
  1. W. Falck Hansen, Dinamarca 13.2 segundos
  2. J. Koszutski, Polônia

### Semifinal
- Série 1:
  1. A. Mazairac, Países Baixos 12.2 segundos
  2. W. Falck Hansen, Dinamarca
- Série 2:
  1. R. Beaufrand, França 13.2 segundos
  2. H. Bernhardt, Alemanha

### Disputa pelo bronze
- 1. W. Falck Hansen, Dinamarca
  2. H. Bernhardt, Alemanha

### Final
- 1. R. Beaufrand, França 13.2 segundos
  2. A. Mazairac, Países Baixos

## Tandem
| Pos. | País                | Atletas                     |
| ---- | ------------------- | --------------------------- |
|      | Países Baixos (NED) | Bernard Leene Daan van Dijk |
|      | Grã-Bretanha (GBR)  | Ernest Chambers John Sibbit |
|      | Alemanha (GER)      | Hans Bernhardt Karl Köther  |

### Primeira fase
- Série 1:
  1.  Países Baixos (Leene/van Dijk) 12.0 segundos
  2.  Áustria (Schaffer/Dusika)
- Série 2:
  1.  Reino Unido (Sibbit/Chambers) 13.2 segundos
  2.  França (Guyard/Lemoine)
- Série 3:
  1.  Alemanha (Köther/Bernhardt) 12.4 segundos
  2.  Polónia (Podgorski/Turowski)
- Série 4:
  1.  Itália (Lanzi/Corsi) w.o.

A dupla do Canadá não largou

### Semifinal
- Série 1:
  1.  Reino Unido (Sibbit/Chambers) 12.2 segundoss
  2.  Itália (Lanzi/Corsi)
- Série 2:
  1.  Países Baixos (Leene/van Dijk) 12.2 segundos
  2.  Alemanha (Köther/Bernhardt)

### Disputa pelo bronze
- 1.  Alemanha (Köther/Bernhardt) 12.2 segundos
  2.  Itália (Lanzi/Corsi)

### Final
- 1.  Países Baixos (Leene/van Dijk) 11.8 segundos
  2.  Reino Unido (Sibbit/Chambers)

## Perseguição por equipes
| Pos. | País                | Atletas                                                       |
| ---- | ------------------- | ------------------------------------------------------------- |
|      | Itália (ITA)        | Cesare Facciani Giacomo Gaioni Mario Lusiani Luigi Tasselli   |
|      | Países Baixos (NED) | Janus Braspennincx Jan Maas Jan Pijnenburg Piet van der Horst |
|      | Grã-Bretanha (GBR)  | George Southall Harry Wyld Leonard Wyld Percy Wyld            |

### Primeira fase
- Série 1¹:
  1.  Bélgica (Meuleman/Massenhove/Muylle/van Buggenhout)
  2.  Polónia (Lance/Reul/Szymczyk/Oksiutycz)
- Série 2:
  1.  França (Aumerle/Dayen/Brossy/Trantoul)
  2.  Chile (Gamboa Díaz/Vidal Arellano/Rocuant López/Maillard Crampes)
- Série 3:
  1.  Reino Unido (F. Wyld/L. Wyld/P. Wyld/Southall)
  2.  Turquia (Galib/Younous/Djavid/Tadjeddine)
- Série 4:
  1.  Itália (Tasselli/Cattaneo/Facciani/Lusiani)
  2.  Letônia (Osols/Popovs/Mälers/Ukstins)
- Série 5:
  1.  Países Baixos (Maas/van der Horst/Braspenning/Pijnenburg)
  2.  Suíça  (Fäs/Moor/Gilgen/Fischler)
- Série 6¹:
  1.  Alemanha (Steger/Joksch/Einsiedel/Dormbach)
  2.  Canadá (Elder/Davies/Houting/Peden)

¹ Devido a um erro da organização, as duas equipes avançaram a fase seguinte

### Segunda fase
- Série 1:
  1.  Reino Unido (F. Wyld/L. Wyld/P. Wyld/Southall)
  2.  Bélgica (Meuleman/Massenhove/Muylle/van Buggenhout)
- Série 2:
  1.  Países Baixos (Maas/van der Horst/Braspenning/Pijnenburg)
  2.  Polónia (Lance/Reul/Szymczyk/Oksiutycz)
- Série 3:
  1.  França (Aumerle/Dayen/Brossy/Trantoul)
  2.  Canadá (Elder/Davies/Houting/Peden)
- Série 4:
  1.  Itália (Tasselli/Cattaneo/Facciani/Lusiani)
  2.  Alemanha (Steger/Joksch/Einsiedel/Dormbach)

### Semifinal
- Série 1:
  1.  Itália (Tasselli/Cattaneo/Facciani/Lusiani)
  2.  Reino Unido (F. Wyld/L. Wyld/P. Wyld/Southall)
- Série 2:
  1.  Países Baixos (Maas/van der Horst/Braspenning/Pijnenburg)
  2.  França (Aumerle/Dayen/Brossy/Trantoul)

### Disputa pelo bronze
- 1.  Reino Unido (F. Wyld/L. Wyld/P. Wyld/Southall)
  2.  França (Aumerle/Dayen/Brossy/Trantoul)

### Final
- 1.  Itália (Tasselli/Cattaneo/Facciani/Lusiani) 5:1.08
  2.  Países Baixos (Maas/van der Horst/Braspenning/Pijnenburg) 5:6.02

## Contra o relógio individual
| Pos. | País               | Atletas        |
| ---- | ------------------ | -------------- |
|      | Dinamarca (DEN)    | Henry Hansen   |
|      | Grã-Bretanha (GBR) | Frank Southall |
|      | Suécia (SWE)       | Gösta Carlsson |

Resultado final:
| Pos. | Ciclista        | País            | Tempo    |
| ---- | --------------- | --------------- | -------- |
| 1    | H. Hansen       | Dinamarca       | 4h 47.18 |
| 2    | F. Southall     | Reino Unido     | 4h 55.06 |
| 3    | G. Carlsson     | Suécia          | 5h 00.17 |
| 4    | A. Grandi       | Itália          | 5h 02.05 |
| 5    | J. Lauterwasser | Reino Unido     | 5h 02.57 |
| 6    | G. Amstein      | Suíça           | 5h 04.48 |
| 7    | L. Nielsen      | Dinamarca       | 5h 05.37 |
| 8    | A. Aumerle      | França          | 5h 07.32 |
| 9    | J. Caironi      | Suíça           | 5h 08.46 |
| 10   | R. Hellberg     | Finlândia       | 5h 09.14 |
| 11   | J. Aerts        | Bélgica         | 5h 10.38 |
| 12   | P. Houdé        | Bélgica         | 5h 11.18 |
| 13   | J. Lowagie      | Bélgica         | 5h 11.54 |
| 14   | E. Jansson      | Suécia          | 5h 13.17 |
| 15   | C. Saavedra     | Argentina       | 5h 13.19 |
| 16   | M. Orecchia     | Itália          | 5h 13.29 |
| 17   | L. Buis         | Países Baixos   | 5h 14.15 |
| 18   | E. Johnsson     | Suécia          | 5h 14.15 |
| 19   | F. Short        | África do Sul   | 5h 14.38 |
| 20   | F. Bonhevi      | Argentina       | 5h 14.39 |
| 21   | J. López        | Argentina       | 5h 14.57 |
| 22   | L. Bessière     | França          | 5h 15.14 |
| 23   | O. Dayen        | França          | 5h 15.54 |
| 24   | J. Chaerels     | Bélgica         | 5h 16.05 |
| 25   | O. Jörgensen    | Dinamarca       | 5h 16.19 |
| 26   | J. Middleton    | Reino Unido     | 5h 16.46 |
| 27   | A. Braspenning  | Países Baixos   | 5h 17.07 |
| 28   | P. Sörensen     | Dinamarca       | 5h 17.33 |
| 29   | A. Beretta      | Itália          | 5h 17.38 |
| 30   | M. Neri         | Itália          | 5h 21.12 |
| 31   | J. La Porte     | Canadá          | 5h 21.30 |
| 32   | J. Pettersson   | Suécia          | 5h 21.46 |
| 33   | C. Wanzenried   | Suíça           | 5h 21.47 |
| 34   | J. Muller       | Luxemburgo      | 5h 22.30 |
| 35   | G. Kristiansen  | Noruega         | 5h 23.14 |
| 36   | B. Duijker      | Países Baixos   | 5h 23.22 |
| 37   | J. Solar        | Iugoslávia      | 5h 25.37 |
| 38   | C. Marshall     | Reino Unido     | 5h 26.39 |
| 39   | A. Honig        | Tchecoslováquia | 5h 27.45 |
| 40   | N. Sinner       | Luxemburgo      | 5h 27.54 |
| 41   | L. de Meyer     | Argentina       | 5h 28.48 |
| 42   | J. Alfonsetti   | Luxemburgo      | 5h 30.31 |
| 43   | K. Hansen       | Noruega         | 5h 30.33 |
| 44   | J. Woodcock     | Irlanda         | 5h 32.54 |
| 45   | C. Koch         | Alemanha        | 5h 33.32 |
| 46   | A. Peric        | Tchecoslováquia | 5h 34.30 |
| 47   | J. Sídlo        | Tchecoslováquia | 5h 34.30 |
| 48   | L. Ljubíc       | Iugoslávia      | 5h 37.02 |
| 49   | E. Michalak     | Polónia         | 5h 37.49 |
| 50   | T. Murnikas     | Lituânia        | 5h 41.00 |
| 51   | C. Nelson       | Estados Unidos  | 5h 42.57 |
| 52   | R. Brossy       | França          | 5h 46.06 |
| 53   | J. Skrabel      | Iugoslávia      | 5h 46.14 |
| 54   | J. Stefanski    | Polónia         | 5h 47.15 |
| 55   | J. Gedminas     | Lituânia        | 5h 50.04 |
| 56   | A. Tourville    | Canadá          | 5h 51.05 |
| 57   | S. Klosowicz    | Polónia         | 5h 51.31 |
| 58   | H. O'Brien      | Estados Unidos  | 5h 53.23 |
| 59   | L. Bruzek       | Tchecoslováquia | 5h 54.07 |
| 60   | A. Banek        | Iugoslávia      | 5h 55.27 |
| 61   | J. Popowski     | Polónia         | 5h 55.39 |
| 62   | P. Smessaert    | Estados Unidos  | 5h 56.32 |
| 63   | W. Peden        | Canadá          | 6h 09.26 |

## Contra o relógio por equipe
| Pos. | País               | Atletas                                         |
| ---- | ------------------ | ----------------------------------------------- |
|      | Dinamarca (DEN)    | Henry Hansen Orla Jørgensen Leo Nielsen         |
|      | Grã-Bretanha (GBR) | Jack Lauterwasser John Middleton Frank Southall |
|      | Suécia (SWE)       | Gösta Carlsson Eric Jansson Georg Johnsson      |

Resultado final:
| Pos. | Equipe          | Tempo¹    |
| ---- | --------------- | --------- |
| 1    | Dinamarca       | 15h 09.14 |
| 2    | Reino Unido     | 15h 14.49 |
| 3    | Suécia          | 15h 27.49 |
| 4    | Itália          | 15h 33.12 |
| 5    | Bélgica         | 15h 33.50 |
| 6    | Suíça           | 15h 35.21 |
| 7    | França          | 15h 38.20 |
| 8    | Argentina       | 15h 42.55 |
| 9    | Países Baixos   | 15h 54.44 |
| 10   | Luxemburgo      | 16h 20.55 |
| 11   | Tchecoslováquia | 16h 36.45 |
| 12   | Iugoslávia      | 16h 48.53 |
| 13   | Polónia         | 17h 16.35 |
| 14   | Canadá          | 17h 22.01 |
| 15   | Estados Unidos  | 17h 32.52 |

¹O tempo dos ciclistas na prova individual é somada

## Quadro de medalhas do ciclismo
| Ordem | País              | Medalha de ouro | Medalha de prata | Medalha de bronze | Total |
| ----- | ----------------- | --------------- | ---------------- | ----------------- | ----- |
| 1     | DEN Dinamarca     | 3               | 0                | 1                 | 4     |
| 2     | NED Países Baixos | 1               | 3                | 0                 | 4     |
| 3     | FRA França        | 1               | 0                | 0                 | 1     |
| 3     | ITA Itália        | 1               | 0                | 0                 | 1     |
| 5     | GBR Grã-Bretanha  | 0               | 3                | 1                 | 4     |
| 6     | SWE Suécia        | 0               | 0                | 2                 | 2     |
| 7     | GER Alemanha      | 0               | 0                | 1                 | 1     |
| 7     | AUS Austrália     | 0               | 0                | 1                 | 1     |